# Elecciones presidenciales de Portugal de 2016
Las elecciones presidenciales de Portugal se celebraron el 24 de enero de 2016. Las elecciones fueron convocadas después de elegir al sucesor del presidente, Aníbal Cavaco Silva, a quien constitucionalmente no se le permitía postularse para un tercer mandato consecutivo.
Marcelo Rebelo de Sousa, candidato apoyado por el Partido Social Demócrata (PSD), el CDS – Partido Popular (CDS-PP) y el Partido Popular Monárquico (PPM), ganó las elecciones en primera vuelta con el 52 por ciento de los votos. Marcelo también ganó en todos los distritos del país y solo perdió algunos municipios del sur del país. El Partido Socialista (PS), por primera vez en una elección presidencial, no apoyó oficialmente a ningún candidato, y los miembros del partido dividieron su apoyo a António Sampaio da Nóvoa o Maria de Belém. 
Portugal tenía alrededor de 9,7 millones de votantes registrados el día de las elecciones.  La participación fue más alta que la de las elecciones de 2011, pero alcanzó un mínimo histórico en una elección presidencial sin titulares, ya que solo el 48,66 por ciento del electorado emitió su voto.

## Antecedentes
El presidente de la República Aníbal Cavaco Silva firmó en noviembre de 2015 el decreto que fijaba el 24 de enero de 2016 como fecha de celebración de los comicios. En caso de no alcanzar la mayoría absoluta ninguno de los candidatos, se celebraría una segunda vuelta tres semanas más tarde, el 14 de febrero de 2016.
La campaña electoral se desarrolló entre el 10 y el 22 de enero de 2016.

## Sistema electoral
Para presentarse a las elecciones, los candidatos deben ser de origen portugués y mayores de 35 años, reunir 7.500 firmas de apoyo un mes antes de las elecciones y presentarlas ante el Tribunal Constitucional de Portugal. 
Según la ley portuguesa, un candidato debe recibir una mayoría de votos (50% más un voto) para ser elegido. Si ningún candidato hubiera logrado la mayoría en la primera vuelta, el 14 de febrero se habría celebrado una segunda vuelta (es decir, una segunda vuelta entre los dos candidatos que recibieron más votos en la primera vuelta).

## Candidatos
|  | Paulo de Morais Independiente. Vicepresidente de TIAC – Transparência e Integridade, Associação Cívica y exvicealcalde de Oporto (2002–05). Fecha de formalización: 1 de diciembre de 2015.                                                                                            |
|  | Edgar Silva Apoyado por el Partido Comunista Portugués y parcialmente por PEV. Diputado de CDU – Coligação Democrática Unitária en Madeira. Fecha de formalización: 7 de diciembre de 2015.                                                                                            |
|  | Henrique Neto Independiente. Empresario y militante y exdiputado de Partido Socialista (1995–99). Fecha de formalización: 11 de diciembre de 2015. |
|  | Marisa Matias Apoyada por el Bloco de Esquerda y parcialmente por PEV. Eurodiputada y vicepresidente del Partido de la Izquierda Europea. Fecha de formalización: 17 de diciembre de 2015.                                                                                             |
|  | António Sampaio da Nóvoa Independiente. Apoyado por L/TDA, por PCTP/MRPP, y por los expresidentes Ramalho Eanes, Mário Soares y Jorge Sampaio, y parcialmente por PEV y por PS. Antiguo rector de la Universidad de Lisboa (2006–13). Fecha de formalización: 22 de diciembre de 2015. |
|  | Maria de Belém Roseira Apoyada parcialmente por PS. Exministra de la Salud (1995–99) y expresidente del PS (2011–14). Fecha de formalización: 22 de diciembre de 2015. |
|  | Jorge Sequeira Independiente. Psicólogo, investigador, orador motivacional y profesor universitario. Fecha de formalización: 22 de diciembre de 2015. |
|  | Marcelo Rebelo de Sousa Apoyado por PSD, CDS-PP y PPM. Expresidente del PSD (1996–99). Fecha de formalización: 23 de diciembre de 2015. |
|  | Vitorino Silva (Tino de Rans) Independiente. Pavimentador y expresidente de la junta de freguesia de Rans. Fecha de formalización: 23 de diciembre de 2015. |
|  | Cândido Ferreira Independiente. Médico y expresidente de la Federación Distrital de Leiría del Partido Socialista. Fecha de formalización:23 de diciembre de 2015. |

## Resultados

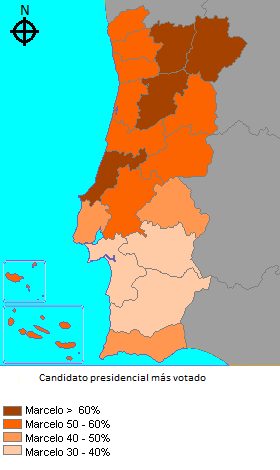
Resultados por distritos y regiones autónomas

|  | 52.0 % |

|  | 22.9 % |

|  | 10.1 % |

|  | 4.2 % |

|  | 4.0 % |

|  | 3.3 % |

|  | 2.2 % |

|  | 0.8 % |

|  | 0.3 % |

|  | 0.2 % |

|  | 1.2 % |

|  | 0.9 % |

|  | 100.0 % |

## Encuestas
| Instituto                                                             | Fecha                                    | Nº de entrevistas válidas |                                    |                              |                                                |                  |                 |                               |                             | Otros/Indecisos |
| Instituto                                                             | Fecha                                    | Nº de entrevistas válidas | Marcelo Rebelo de Sousa PSD/CDS-PP | Maria de Belém Independiente | Sampaio da Nóvoa Independiente L/TDA-PCTP/MRPP | Marisa Matias BE | Edgar Silva PCP | Paulo de Morais Independiente | Henrique Neto Independiente | Otros/Indecisos |
| --------------------------------------------------------------------- | ---------------------------------------- | ------------------------- | ---------------------------------- | ---------------------------- | ---------------------------------------------- | ---------------- | --------------- | ----------------------------- | --------------------------- | --------------- |
| Aximage                                                               | 16–20 de enero de 2016                   | 1.301                     | 51,5%                              | 9,0%                         | 22,6%                                          | 6,6%             | 5,2%            | 2,3%                          | 0,8%                        | -               |
| Eurosondagem Archivado el 17 de enero de 2016 en Wayback Machine.     | 7–13 de enero de 2016                    | 1.516                     | 54,8%                              | 16,3%                        | 16,8%                                          | 4,8%             | 4,0%            | 1,6%                          | 1,1%                        | 18,0%           |
| Aximage                                                               | 2–5 de enero de 2016                     | 602                       | 52,9%                              | 11,8%                        | 16,9%                                          | 2,8%             | 2,9%            | 2,9%                          | 1,0%                        | 0,5%            |
| Eurosondagem Archivado el 24 de diciembre de 2015 en Wayback Machine. | 16–21 de diciembre de 2015               | 1.515                     | 52,5%                              | 18,1%                        | 16,9%                                          | 4,8%             | 4,7%            | 1,7%                          | 1,3%                        | 14,2%           |
| Universidade Católica                                                 | 5–6 de diciembre de 2015                 | 1.183                     | 62,0%                              | 14,0%                        | 15,0%                                          | 3,0%             | 3,0%            | 1,0%                          | 1,0%                        | 2,0%            |
| Aximage                                                               | 28 de noviembre – 2 de diciembre de 2015 | 605                       | 54,6%                              | 13,4%                        | 13,2%                                          | 2,4%             | 1,9%            | 1,1%                          | 0,4%                        | 13,0%           |
| Eurosondagem Archivado el 21 de diciembre de 2015 en Wayback Machine. | 13–18 de noviembre de 2015               | 1.510                     | 48,0%                              | 18,9%                        | 16,7%                                          | 6,9%             | 5,2%            | 1,1%                          | 2,2%                        | 1,0%            |
| Aximage                                                               | 31 de octubre – 4 de noviembre de 2015   | 603                       | 56,9%                              | 13,1%                        | 15,3%                                          |                  | 2,1%            |                               |                             | 12,9%           |
| Intercampus                                                           | 23–30 de septiembre de 2015              | 1.013                     | 49,3%                              | 17,0%                        | 10,1%                                          |                  |                 |                               | 1,4%                        | 22,2%           |